# Gelrode
Gelrode is een deelgemeente van Aarschot (arrondissement Leuven, Vlaams-Brabant, België). Gelrode was een zelfstandige gemeente tot aan de gemeentelijke herindeling van 1 januari 1977.

## Bezienswaardigheden
- Het kasteel van Rivieren was een oud leen van het hertogdom Aarschot. Reeds in de 13de eeuw bestond het domein uit een burcht, pachthof en donjon. Restanten van deze donjon werden in 2006 blootgelegd[1]. Pas in 1885 werd het huidige kasteel gebouwd door Jonkheer Oscar van den Eynde de Rivieren. Deze verkreeg het domein door erfenis. De nabijgelegen Rivierenbrug over de Demer werd genoemd naar dit domein.
- Ook aan kasteel Nieuwland is een legende verbonden: aan de Demer lagen vroeger twee burchten te Gelrode, namelijk die van de heren van Rivieren en die van de heren van Nieuwland. Op een moment vocht de heer van Rivieren een bloedige strijd uit met de heer van Nieuwland om een jonkvrouw van Brabantse adel. Een oude vrouw Achma genoemd verloor in die strijd haar vier zonen. Ze was daardoor zo woedend dat ze haar ziel aan de duivel verkocht en de streek rond de twee kastelen onveilig maakt door plots opdoemende mistbanken die argeloze reizigers in de Demer liet terechtkomen. Soms zou zo ook met haar witte geit over de vruchtbare akkers dwalen op zoek naar haar gesneuvelde zonen.
- De Sint-Corneliuskerk
- De Moedermeule: De graanmolen werd in Mechelen gebouwd omstreeks 1667. In 1883 werd de molen afgebroken en via transport over de Demer naar Gelrode gebracht. In 1943 sloeg de bliksem in op de molen en werd hij zwaar beschadigd. Sinds 1976 is de molen weer hersteld en open voor publiek.
- Het monument der Oud-Strijders, dit monument bevindt zich aan de zijkant van de kerk.
- Het standbeeld van pastoor Dergent werd onthuld in 1989 en bevindt zich op het Lambert Verlindenplein. Het monument is een ontwerp van Pros Feyaerts uit Herent.
- Het herdenkingskruis burgerslachtoffers WO I staat in de Heldenstraat, op de plaats waar de Duitse soldaten de burgers van Gelrode hebben neergeschoten.
- Het grafmonument van pastoor Dergent: het monument is opgetrokken uit ijzerzandsteen en bevindt zich op het oude kerkhof van Gelrode. Het werd onthuld op 29 augustus 1920.
- De Lourdesgrot: gelegen op de zuidelijke helling van de Eikelberg langs de Bergstraat. De inwijding vond plaats op 15 augustus 1954.

## Natuur en landschap
Het dorp ligt in het Hageland. In de nabijheid bevindt zich een reeks getuigenheuvels zoals de Eikelberg, de IJzerenberg en de Hondsheuvel waarop zich de Moedermeule (een molen) bevindt.
Overige natuurgebieden zijn Vorsdonkbos-Turfputten en de 's-Hertogenheide.
Ten noorden van Gelrode stroomt de Demer.

## Demografische ontwikkeling
- Bronnen:NIS, Opm:1831 tot en met 1970=volkstellingen

## Cultuur

### Bijnamen
Gelrode werd vroeger nog weleens smalend "het strooien dorp" genoemd. Een andere bijnaam, "perzikendorp" kreeg Gelrode in de jaren 50 wegens de succesrijke teelt van perziken.

## Mobiliteit

### Wegennet
De belangrijkste verbindingsweg in de nabijheid van het dorp is de N19, die het dorp verbindt met Aarschot en Leuven. Daarnaast passeert ook de E314 (Die Leuven verbindt met knooppunt Lummen) het dorp. Gelrode heeft echter geen eigen op- en afrit.

## Bekende inwoners
- Petrus Bols (Rotselaar, 30 september 1883 - Gelrode, 10 maart 1955), soldaat in de Eerste Wereldoorlog bij het regiment van de karabiniers. Onmiddellijk na de oorlog richtte hij in Gelrode de oud-strijdersbeweging op. Hij bleef voorzitter tot zijn overlijden in 1955.
- Petrus Dergent (1870-1914), pastoor van Gelrode
- Jonkheer Oscar van den Eynde de Rivieren, burgemeester en volksvertegenwoordiger
- Kenneth Van Rooy, wielrenner Sport Vlaanderen-Baloise
- Lambert Verlinden (1911-1979), burgemeester

## Nabijgelegen kernen
Aarschot, Heikant, Nieuwrode